# Aeropuerto Internacional de Palanga
El Aeropuerto Internacional de Palanga (en lituano: Palangos oro uostas) (IATA: PLQ, OACI: EYPA), es un aeropuerto situado a 7 km de la localidad de Palanga, y a 32 de Klaipeda, junto al mar Báltico, en Lituania. Es uno de los cuatro aeropuertos principales del país, junto con el aeropuerto Internacional de Vilna y el aeropuerto de Kaunas y el aeropuerto de Šiauliai.

## Aerolíneas y destinos
| Aerolíneas                   | Destinos                                    |
| ---------------------------- | ------------------------------------------- |
| Air Baltic                   | Ámsterdam (inicia 29 de mayo de 2024), Riga |
| Norwegian Air Shuttle        | Oslo                                        |
| Ryanair                      | Londres-Stansted Estacional: Dublin         |
| Scandinavian Airlines System | Copenhague-Kastrup                          |